# Martigny (Valais)
Martigny é uma  comuna suíça do cantão do Valais, sede do  Distrito de Martigny. Está situada onde o rio Ródano encurva e se dirige ao Lago Lemano, Martigny está também no cruzamento do colo do Grande São Bernardoe do Simplon que a liga Aosta, Itália, e o Passo da Forclaz que a liga a Chamonix na França.
Martigny com; 1- o Castelo Batiaz,  2- a  Fundação Pierre Gianadda, e os seus três museus - Museu Cultura galo-romano, Museu de automóveis e a Fundação em si mesmo , 3- a cidade romana, faz parte do Inventário Suíço dos bens culturais de importância nacional e regional.
Com uma superfície de 24,97 km², e uma população de 16 143 habitantes, Martigny tem uma densidade de 646,5 hab/km², mas Martigny é uma verdadeira cidade de cultura com o seu antepassado romano magnificamente preservado e magnificado, as suas rotundas e a vida cultural, além dos museus.

## Martigny Romana
Octoduro é o nome dado à cidade romana descrita por Júlio César como o local de uma batalha em 57 a.C.. Sobre ente nome estão as descobertas relacionadas com o Octoduro, o Fórum Cláudio Valêncio e o mitreu local.

## Rotundas
Foi em 1994 que a cidade instalou as primeiras Rotunda (Circulação) e previa mesmo realizar outras. Foi então que sobre a impulsão de Léonard Gianadda, o  director da Fundação Pierre Gianadda, propôs um conceito global de decoração das rotundas da cidade com esculturas segundo uma diversidade de estilo, de género e de material que melhor de enquadre com o local onde será colocada (ver as Imagens). Desta forma, o facto de se passear na cidade de Martigny já é em si mesmo um "acto cultural"
Imagens e história das rotundas de Martigny 

## Fundação Pierre Gianadda

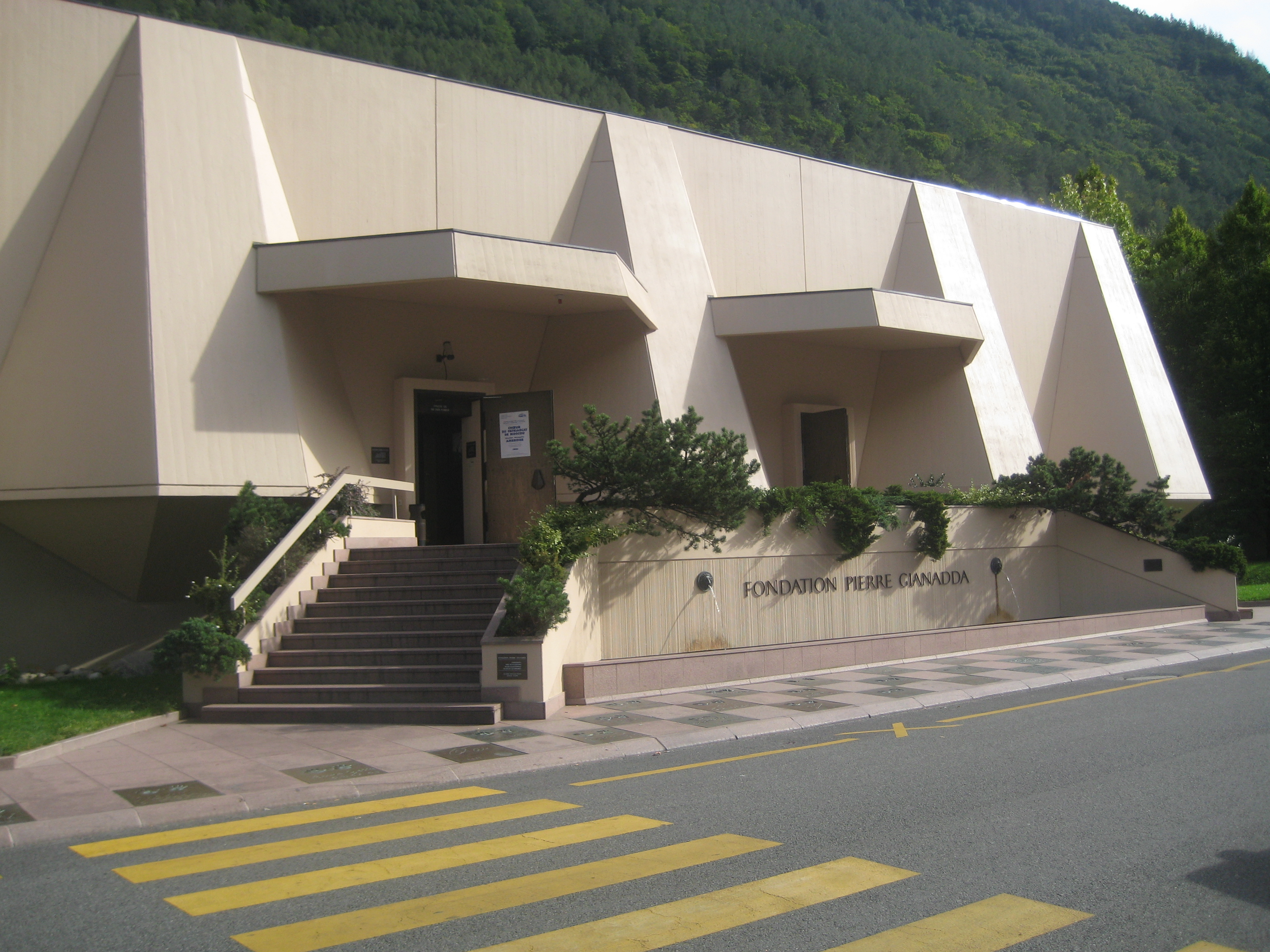
Fundação Pierre Gianadda

As origens da Fundação Pierre Gianadda  remontam a 1976, quando o engenheiro Léonard Gianadda descobriu, durante escavações para a construção de um edifício aquilo que se demonstrou ser o mais antigo templo galo-romano da Suíça, dedicado ao deus Mercúrio.
Além das duas ou três exposições temáticas que a fundação apresenta anualmente, conjuntamente com um programa musical de primira ordem, as instalações da fundação incluem :
- Coleção Louis e Evelyn Franck
- Museu Galo-Romano
- Parque das Esculturas
- Museu do Automóvel

## Cidade de cultura
Martigny conta não menos de sete museus, e dos quais, além da Fundação Pierre Gianadda, se encontram a da Fundação Louis Moret, com obras sobe papel-pintado e gravuras, o Museu das Ciências e da Terra e um muito concorrido Museu do cão São Bernardo   «Martigny: Musées» (em francês) - Jul. 2012

## Economia
Região agrícola, com uma boa produção de frutas e vinho,
Desde 2004, a política energética local foi reconhecida a nível da Suíça e permitiu que a Comuna de Martigny  obtivesse a marca "Cidade da energia", o que é um reconhecimento por parte do governo às cidades se fazem prova de uma política energética exemplar.
Paralelamente, a Comuna de Martigny, em colaboração com a sociedade RhônEole, obteve o Watt d'Or em 2009, distinção da Confederação pelos melhores desempenhos energéticos.
O CERM - Centro de Exposições e de Reuniões de Martigny - recebe anualmente mais de 200 000 visitantes nas sua inúmeras manifestações das quais se salienta a Feira do Valais, a Feira das Velharias e da Antiguidades, o Salão Valaisano dos Carros de Ocasião e a Feira de Natal.
Muito concorrido, mesmo a nível  internacional, são o Agrovina, o "Salão Internacional de Enologia, Viticultura, e Arboricultura, e o FIFO, para Festival Internacional Folclórico de Outobro,

## Transportes

### Combóio
Na Linha do Simplon que liga Lausana-Briga-Domodossola, Martigny está muito bem servida e isso já há muitos anos pois  que o caminho de ferro chegou aqui em 1859. Ela é o ponto de partida da Linha Martigny–Orsières - o Expresso St-Bernardo - ,  a Linha Martigny-Châtelard e com ligação com Chamonix, Fraça, -  Expresso do Monte Blanc.

### Autoestra
Além do cruzamento das estradas com o colo do Grande São Bernardo e do Simplon que a liga a Aosta, na  Itália, e o Passo da Forclaz que a liga a Chamonix na  França, Martigny é servida pela autoestrada A9 que em diagonal liga Vallorbe com o Passo_do_Simplon para a Itália.

## Cidadãos notórios
- Pascal Couchepin (1942 —), político

## Imagens

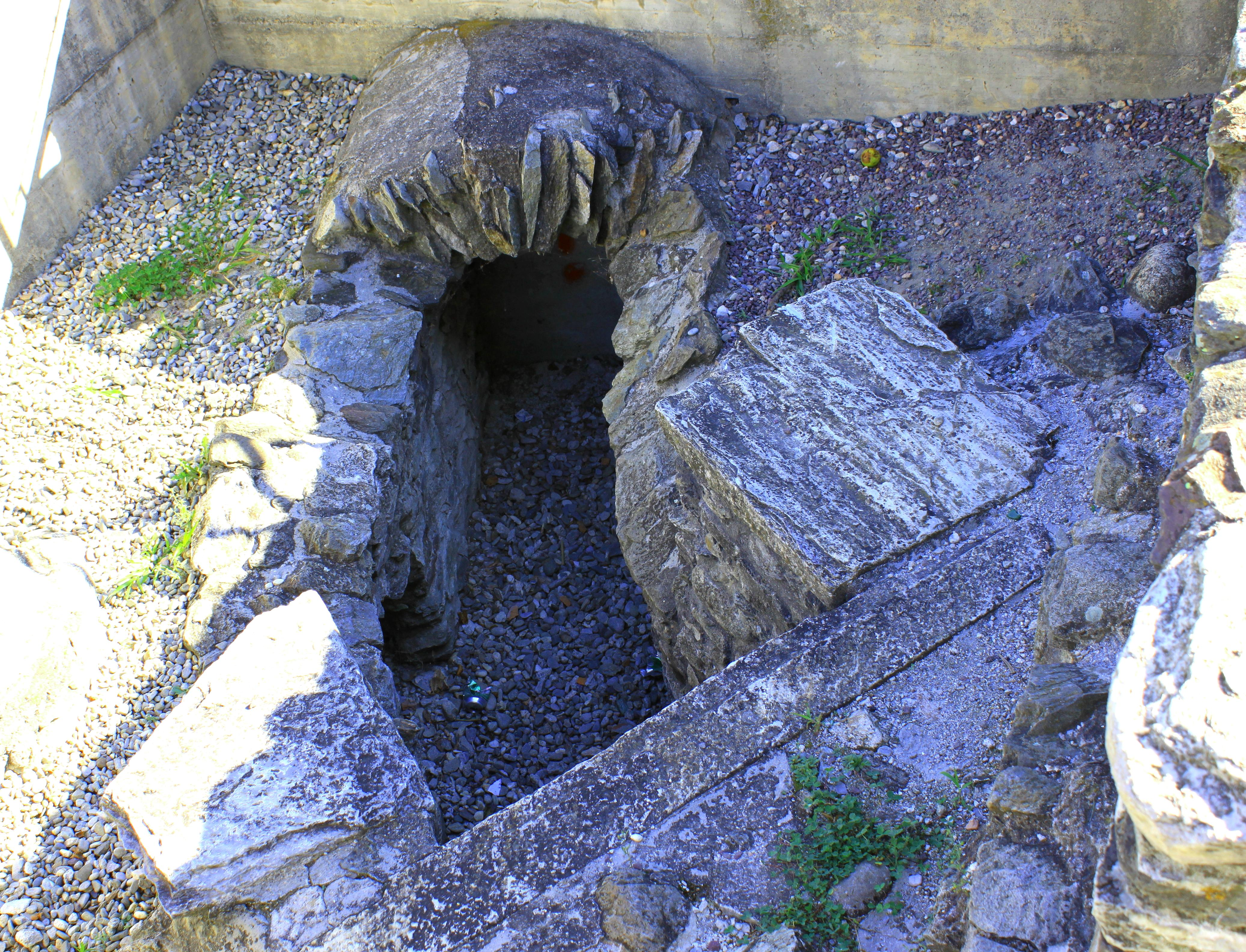
Canalização para as Termas
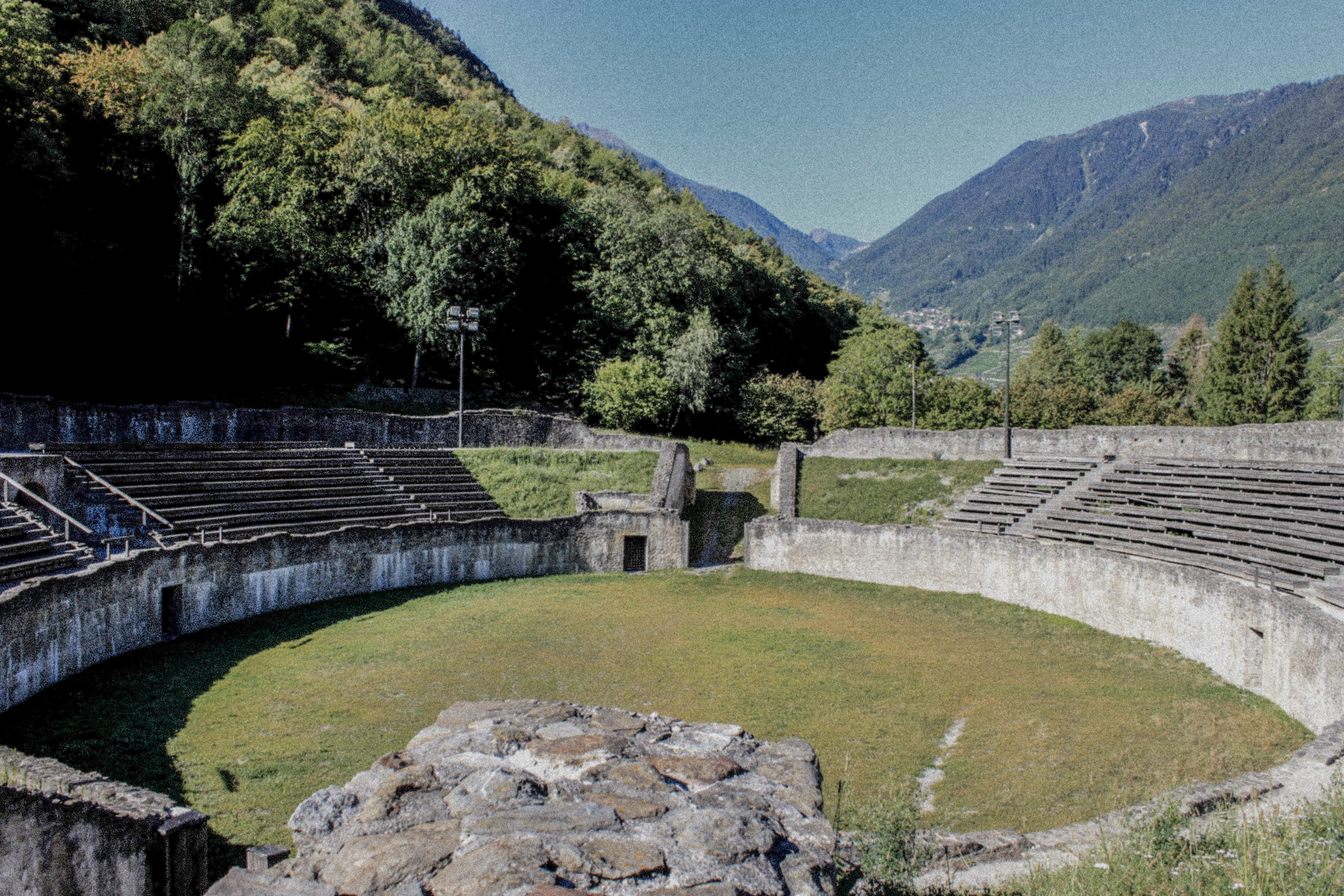
O Anfiteatro
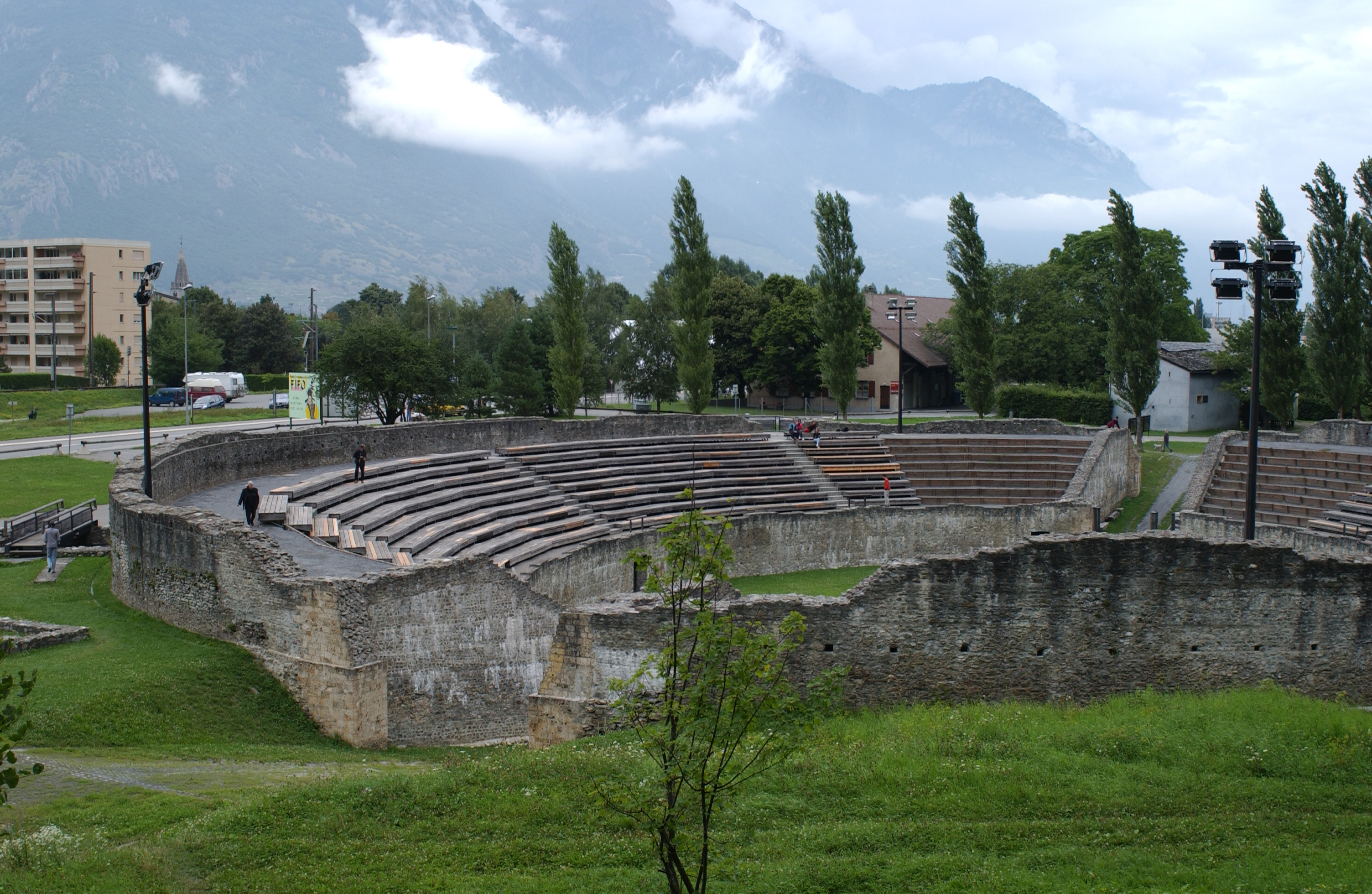
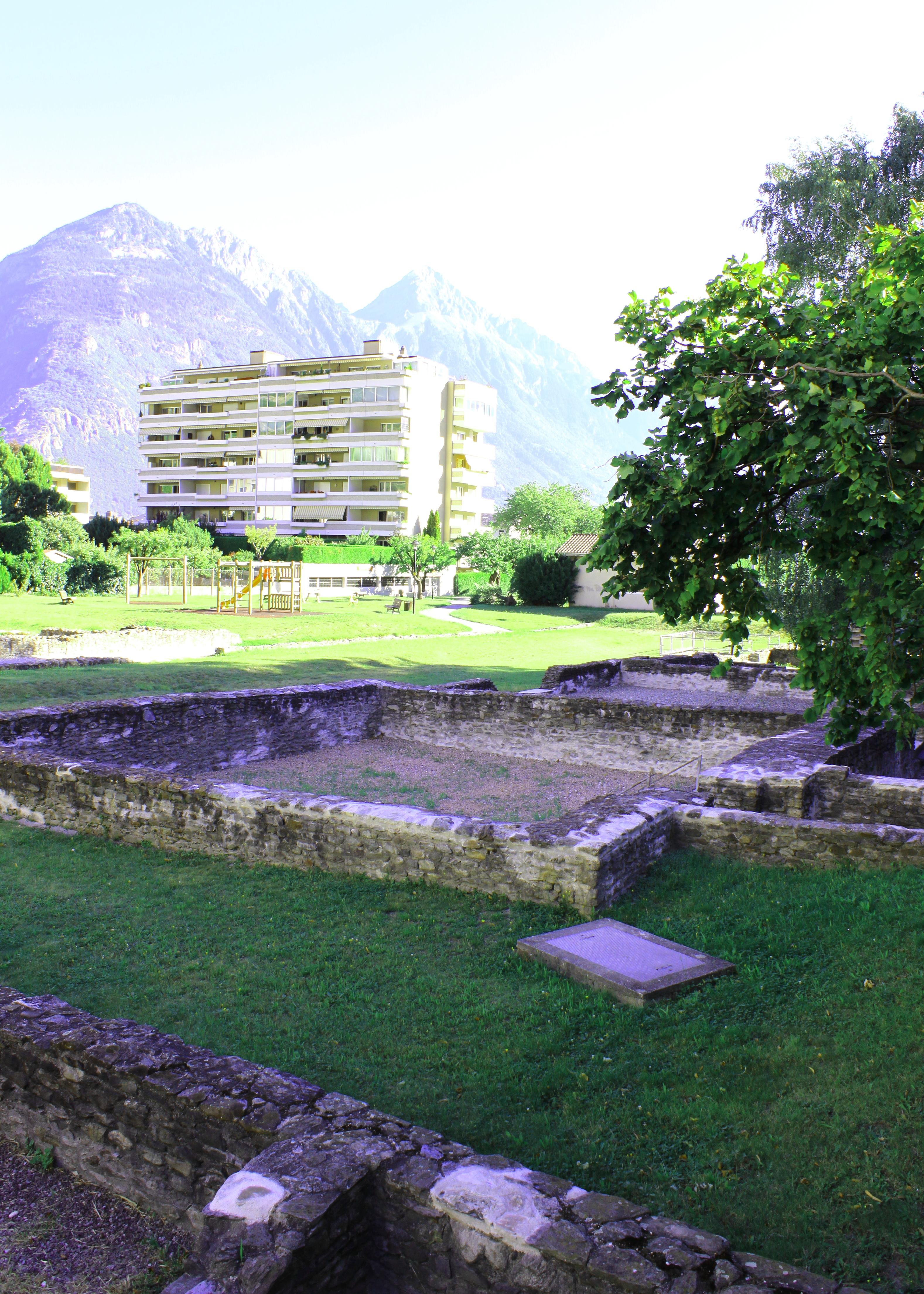
Vesteigios de vilas romanas
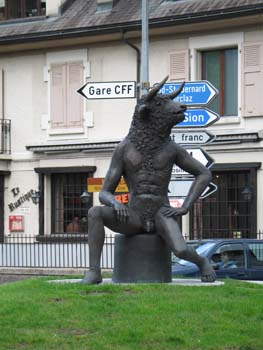
Versão moderna do Minotaure por Hans Ern numa rotunda
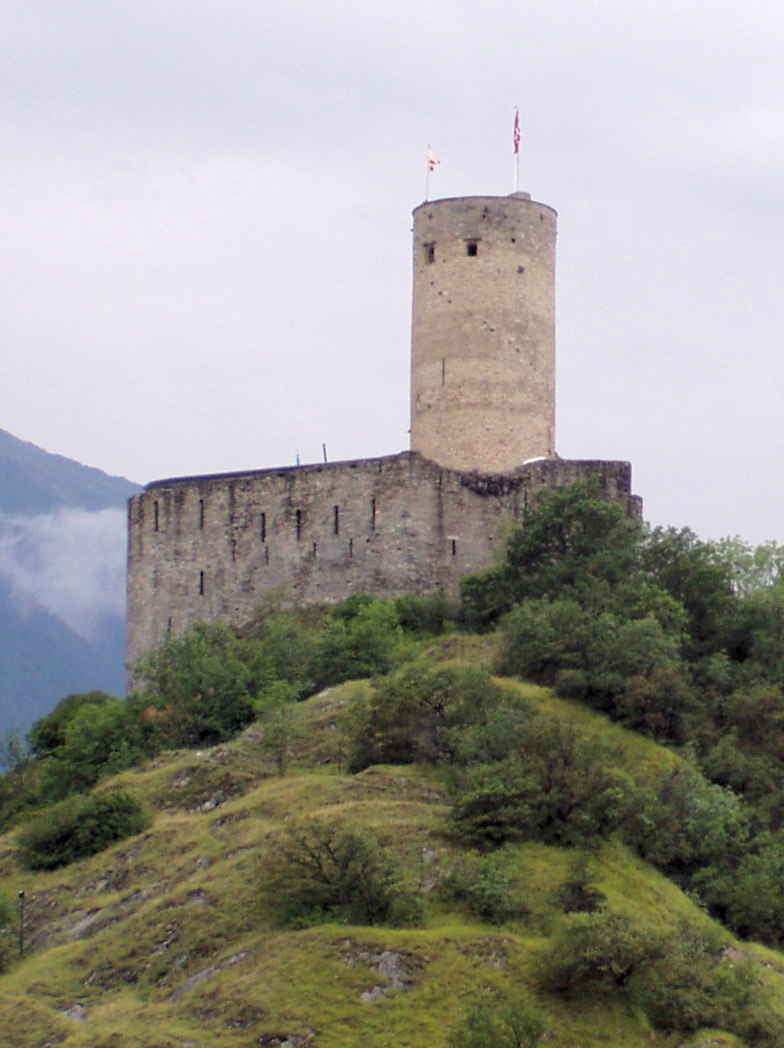
Castelo de Batiaz

## Ligações Externas
- «Sítio oficial»
- «Fundação Pierre Gianadda» (em francês)
- «Fundação Louis Moret» (em francês)
- «Sciences de la Terre» (em francês)
- «Musee Saint Bernard» (em francês)